# The Ice Storm
The Ice Storm is een Amerikaanse dramafilm uit 1997 onder regie van Ang Lee. De film is gebaseerd op de gelijknamige roman uit 1994 van de Amerikaanse auteur Rick Moody.

## Verhaal
Tijdens het weekeinde na Thanksgiving grijpt Benjamin Hood naar de fles uit frustratie over zijn problemen in de zaak. Zijn vrouw Elena tracht tevergeefs de sleur in haar leven te doorbreken. Hun zoon Paul gaat naar de stad om een rijkeluismeisje uit zijn school te versieren. Hun dochter Wendy is een mannenverslindster, die rondneust in de spullen van haar ouders. Als er plots een ijsstorm opzet, verandert het leven van het disfunctionele gezin voorgoed.

## Rolverdeling
| Acteur           | Personage         |
| ---------------- | ----------------- |
| Kevin Kline      | Ben Hood          |
| Joan Allen       | Elena Hood        |
| Sigourney Weaver | Janey Carver      |
| Tobey Maguire    | Paul Hood         |
| Christina Ricci  | Wendy Hood        |
| Elijah Wood      | Mikey Carver      |
| Adam Hann-Byrd   | Sandy Carver      |
| Jamey Sheridan   | Jim Carver        |
| David Krumholtz  | Francis Davenport |
| Katie Holmes     | Libbets Casey     |
| Henry Czerny     | George Clair      |